# Atractodes alutaceus
Atractodes alutaceus là một loài tò vò trong họ Ichneumonidae.